# Tokyo Mega Loop
 (juillet 2025).
Le Tokyo Mega Loop est le nom donné au groupe de lignes circulaires de la zone métropolitaine de Tokyo par la East Japan Railway Company (JR East) , comprenant la ligne Musashino , la Ligne Keiyō , la ligne Nambu et la ligne Yokohama, et qui ont de nombreuses correspondances avec d'autres compagnies ferroviaires .

Schéma du Tokyo Mega Loop.

## Améliorations
Dans le cadre d' efforts visant à améliorer la commodité du Tokyo Mega Loop, la révision des horaires du 4 décembre 2010 a introduit de nouveaux trains directs vers la gare d'Ōmiya depuis la ligne Musashino. De nouveaux trains express ont été mis sur la ligne Nambu pendant la journée (10 h 00 - 15 h 00) a partir de 2011. La révision des horaires du 17 mars 2012 a réduit la congestion sur les lignes Musashino, Nambu et Yokohama. Également le même jour, la gare de Yoshikawa Minami a ouvert sur la ligne Musashino .
Le remplacement des trains a également été effectué, avec l'introduction de la série E233 sur la ligne Keiyo (E233-5000), sur la ligne Yokohama (E233-6000), sur la ligne Nambu (E233-8000) ,ainsi que l'introduction des séries 209-500 sur la ligne Musashino pour améliorer le confort.